# Morris Claiborne
Morris Lee Claiborne (* 7. Februar 1990 in Shreveport, Louisiana) ist ein ehemaliger US-amerikanischer American-Football-Spieler in der National Football League (NFL). Er spielte zuletzt für die Kansas City Chiefs, mit denen er auch den Super Bowl LIV gewinnen konnte, als Cornerback. Zuvor war er fünf Jahre lang bei den Dallas Cowboys unter Vertrag und spielte zwei Jahre für die New York Jets.

## College
Claiborne ließ schon früh sportliches Talent erkennen und zeigte auch in der Leichtathletik herausragende Leistungen. Er besuchte die Louisiana State University und spielte für deren Mannschaft, die Tigers, äußerst erfolgreich College Football. Er gewann nicht nur mit seinem Team die Southeastern Conference, sondern er wurde auch persönlich wiederholt ausgezeichnet, darunter etwa mit dem prestigeträchtigen Jim Thorpe Award für den besten College-Defensive Back. In  33 Spielen konnte er insgesamt 95 Tackles setzen, zwei Touchdowns erzielen und neun Pässe verhindern. Außerdem gelangen ihm elf Interceptions.

## NFL

### Dallas Cowboys

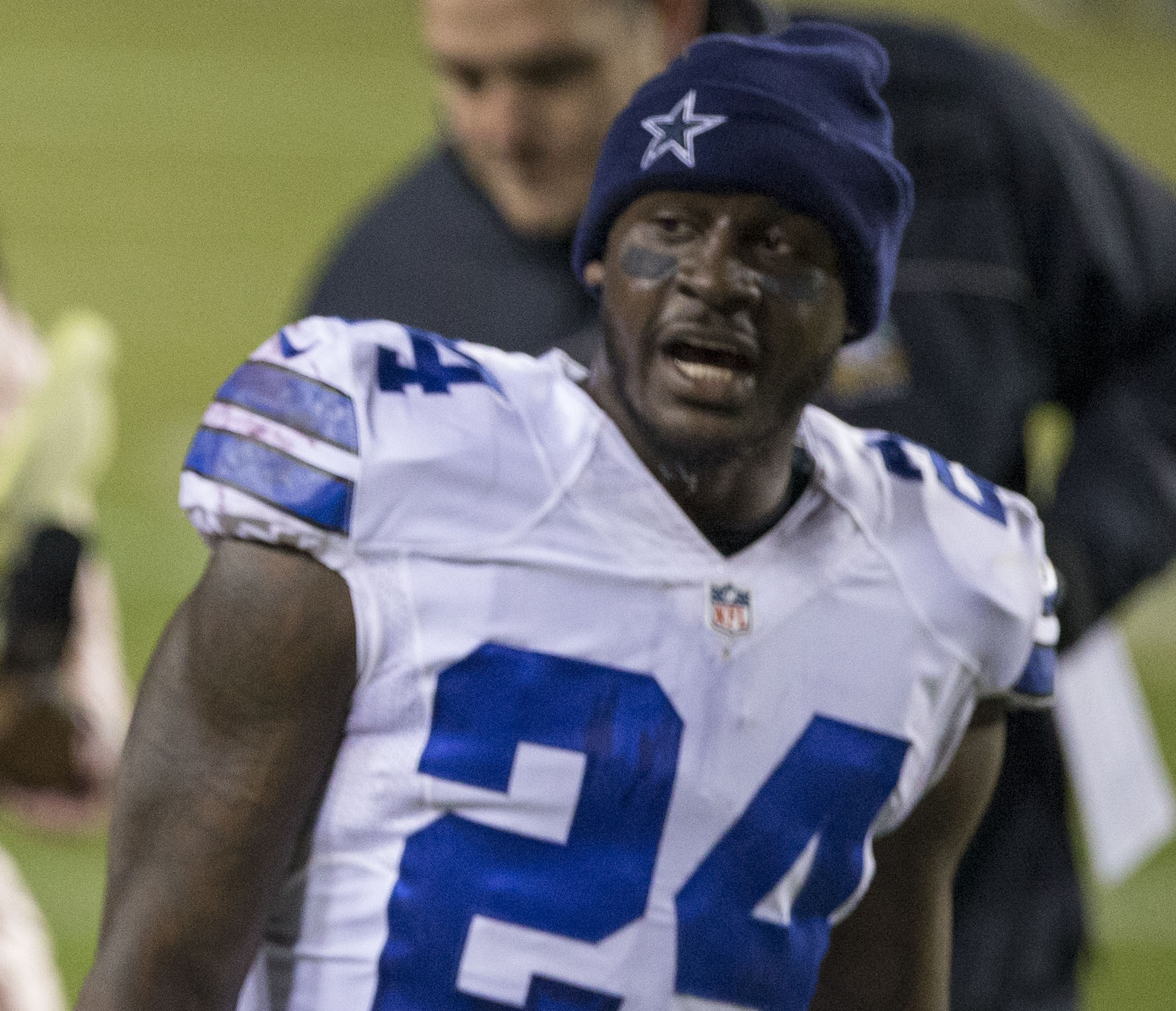
Claiborne im Dress der Dallas Cowboys (2015)

Claiborne wurde beim NFL Draft 2012 in der ersten Runde als insgesamt 6. Spieler von den Dallas Cowboys ausgesucht. Die Cowboys tauschten ihren Erst- und Zweitrundenpick gegen den Erstrundenpick der St. Louis Rams, um so weiter nach vorne zu rücken und ihn auswählen zu können. Obwohl er wegen einer Operation die Vorbereitung nur zum Teil mitmachen konnte, kam er in seiner Rookie-Saison in 15 Spielen zum Einsatz, jedes Mal als Starter. Trotz diverser Verletzungen, die ihn immer wieder außer Gefecht setzten, wurde er zu einer verlässlichen Stütze im Backfield der Cowboys.

### New York Jets

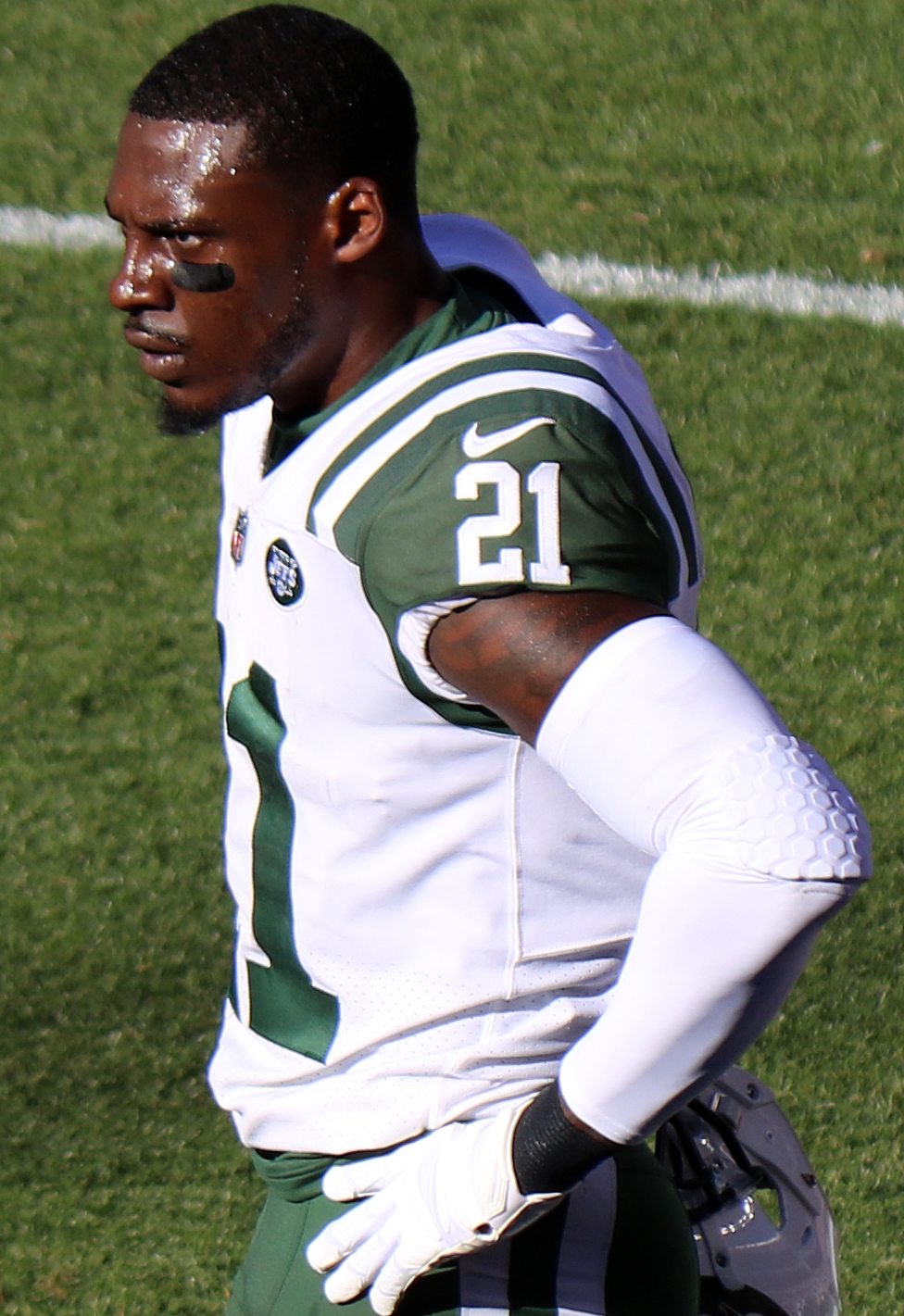
Claiborne im Trikot der New York Jets (2017)

Im März 2017 unterschrieb er bei den New York Jets, die sich nach dem Wechsel von Darrelle Revis zu den Kansas City Chiefs auf der Position des Cornerbacks verstärken mussten, einen Einjahresvertrag, der ihm mehr als fünf Millionen US-Dollar einbrachte. Am 15. März 2018 wurde der Vertrag bei einem Gehaltsvolumen von 7 Millionen Dollar um ein weiteres Jahr verlängert. In dieser Saison gelangen ihm nicht nur die meisten Tackles und abgewehrten Pässe seiner Karriere, sondern auch ein Pick-Six gegen den Quarterback der Indianapolis Colts, Andrew Luck.

### Kansas City Chiefs
Am 8. August 2019 schloss sich Claiborne für ein Jahr den Kansas City Chiefs an. Hier unterzeichnete er einen weiteren Einjahresvertrag über 3 Millionen US-Dollar. Wegen einer Sperre wegen Drogenmissbrauchs wurde er allerdings für die ersten vier Saisonspiele gesperrt. Am Ende der Saison konnte Claiborne mit den Chiefs den Super Bowl LIV gegen die San Francisco 49ers gewinnen.